# David Lloyd George

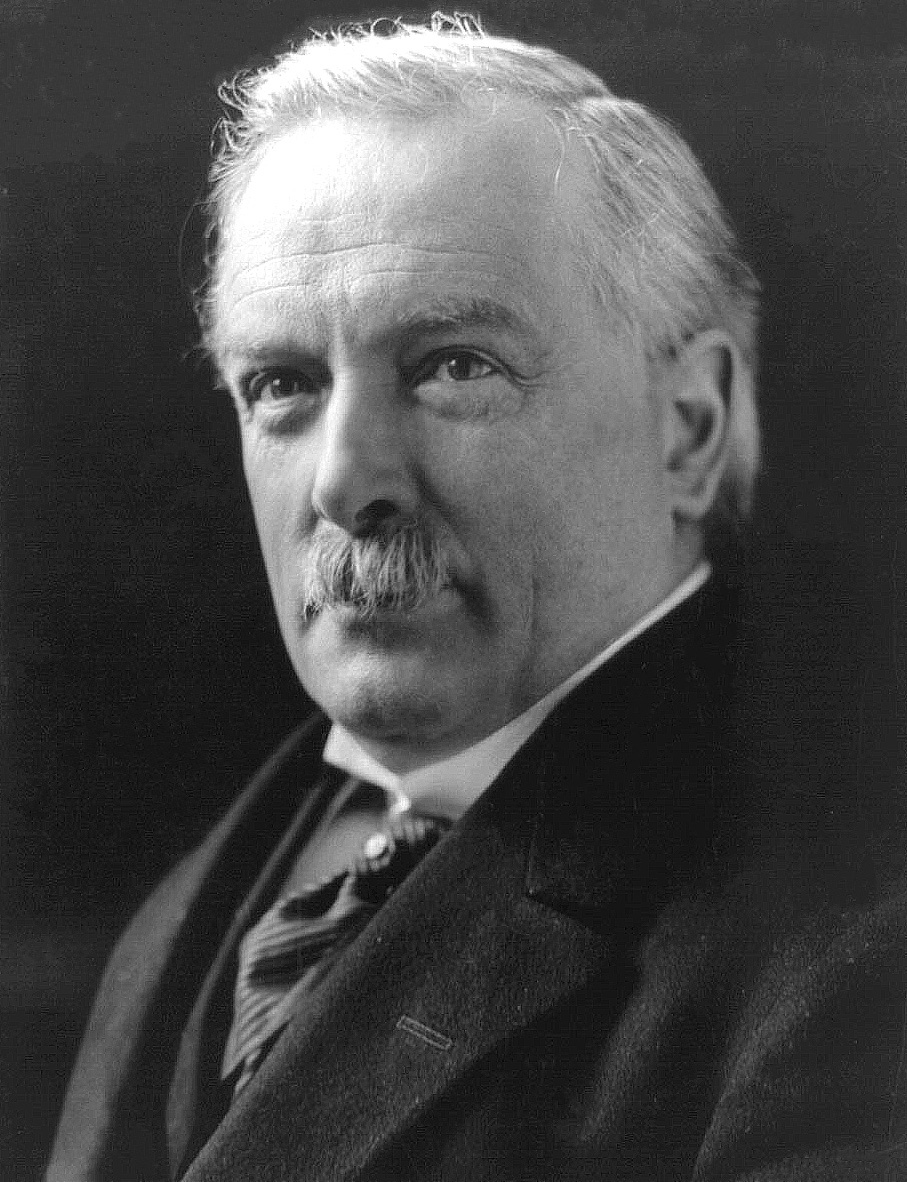
David Lloyd George als Premierminister

David Lloyd George, 1. Earl Lloyd-George of Dwyfor OM (* 17. Januar 1863 in Manchester als David George; † 26. März 1945 in Llanystumdwy, Caernarfonshire) war ein britischer Politiker. Er wurde während des Ersten Weltkriegs im Dezember 1916 zum Premierminister gewählt. Er war der letzte Liberale sowie der bislang einzige Waliser, der dieses Amt innehatte. Im Oktober 1922 wurde er von den Konservativen gestürzt. 1919 war er einer der „Großen Vier“ bei der Pariser Friedenskonferenz.

## Kindheit und Jugend

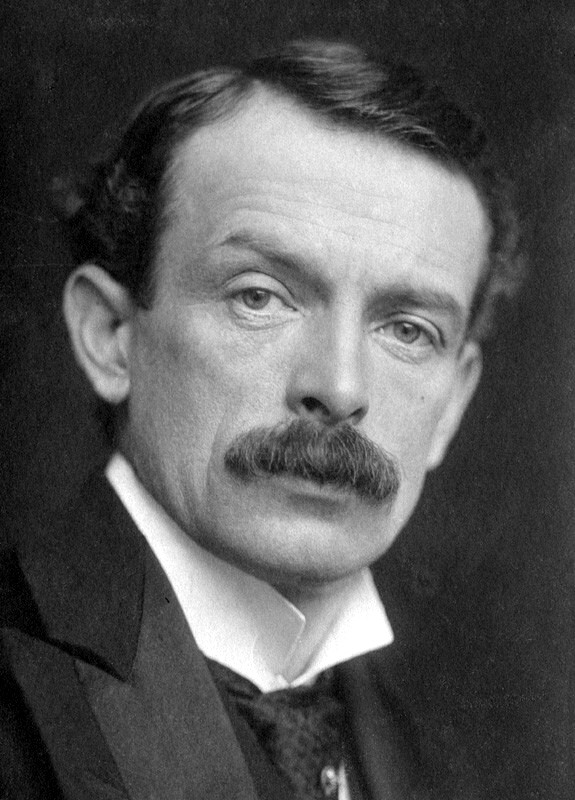
David Lloyd George (1902)

David Lloyd George war das zweite überlebende Kind und der älteste Sohn von William und Elisabeth George. Der Vater William George war Nachkomme von Landwirten in Pembrokeshire in Wales. Nach einigen gescheiterten Karriereversuchen entschied er sich für den Lehrberuf. Als Direktor einer neuen Schule in Nordwales lernte er die Hauslehrerin Elizabeth (Betsy) Lloyd kennen und heiratete sie. Als David geboren wurde, war der Vater Schuldirektor in Manchester. Bereits vier Monate nach seiner Geburt zog die Familie im Frühjahr 1863 zurück nach Wales. Der Vater wandte sich dort erneut der Landwirtschaft zu, verstarb aber im folgenden Jahr. Ein zweiter Sohn, der nach seinem Tod geboren wurde, erhielt im Andenken an den Vater den Namen William.
Nach dem frühen Tod seines Vaters wuchs David George bei seinem Onkel, dem Bruder mütterlicherseits, Richard Lloyd, auf. Dieser erlangte später den Ruf, Ratgeber und Gewissen seines Neffen David gewesen zu sein. Aus Verehrung für seinen Onkel, der ihm später eine juristische Ausbildung ermöglichte, fügte der junge David George seinem Namen das Wort Lloyd bei. Sein Leben lang blieb es umstritten, ob dieses ein Vor- oder Nachname sei. Bis ins Jahr 1917 wurde Lloyd in britischen Enzyklopädien als Vorname geführt, seither als Nachname.

## Politischer Aufstieg
Lloyd George absolvierte eine juristische Ausbildung bei einer Kanzlei in Porthmadog und machte sich, nachdem er 1884 die Abschlussprüfung bestanden hatte, 1885 als Solicitor (Rechtsanwalt) selbständig. 1890 wurde Lloyd George im walisischen Wahlkreis Caernarvon Boroughs für die Liberalen ins britische Unterhaus gewählt, dem er bis 1945 angehörte. Er gehörte dem linksliberalen Flügel seiner Partei an und war Mitglied im renommierten Reform Club. Früh erweckte der junge Abgeordnete mit feurigen, bisweilen aggressiven Reden Aufmerksamkeit. Zunächst setzte er sich für mehr Selbstbestimmung für Wales und – damals seinem Selbstverständnis nach ein Pazifist – gegen den Burenkrieg ein. Im Jahr 1905 trat Lloyd George als Handelsminister in das liberale Kabinett von Henry Campbell-Bannerman ein. Als dieser 1908 starb, wurde Herbert Henry Asquith neuer Premier, und Lloyd George übernahm Asquiths bisheriges Amt als Schatzkanzler, das er bis 1915 innehatte. In der Funktion als Schatzkanzler setzte er sich für grundlegende Sozialreformen, etwa eine allgemeine Britische Rentenversicherung, sowie die Autonomie Irlands ein. Zur Finanzierung seines ambitionierten Sozialprogramms führte er 1909 die erste progressive Einkommensbesteuerung in Großbritannien ein und erhöhte die Erbschaftssteuer deutlich. Dies führte zu heftigem Widerstand im Oberhaus, der 1911 mit dem Parliament Act gebrochen wurde, der die Macht des Oberhauses auf Dauer einschränkte.
Während dieser Zeit war er auch in den Marconi-Skandal verwickelt. Am 19. Februar 1913 wurde sein sich im Bau befindendes Landhaus von der Suffragette Emily Davison in die Luft gesprengt.

## Lloyd George als Premier

### Krieg und Frieden

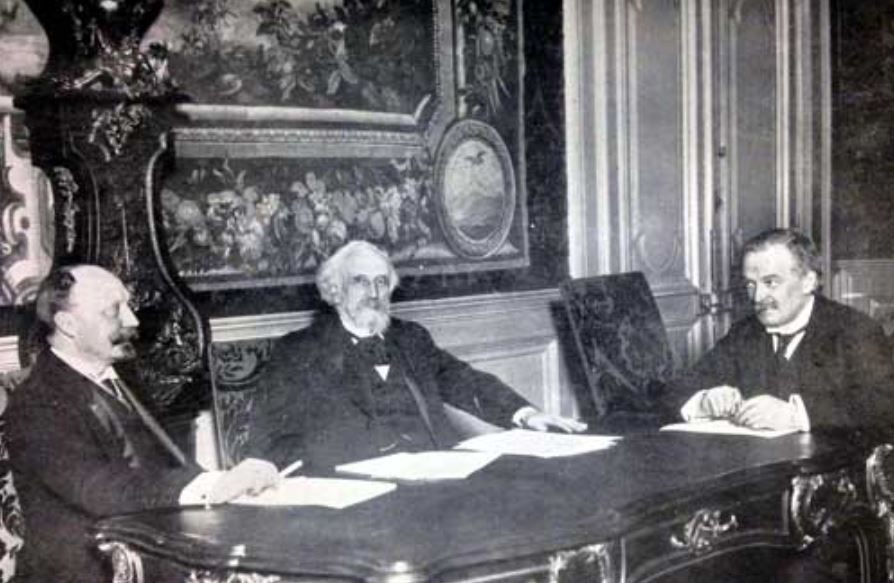
Konferenz der Triple Entente am 5. Februar 1915 in Paris (v. l. n. r. Pjotr Bark, Alexandre Ribot, David Lloyd George)

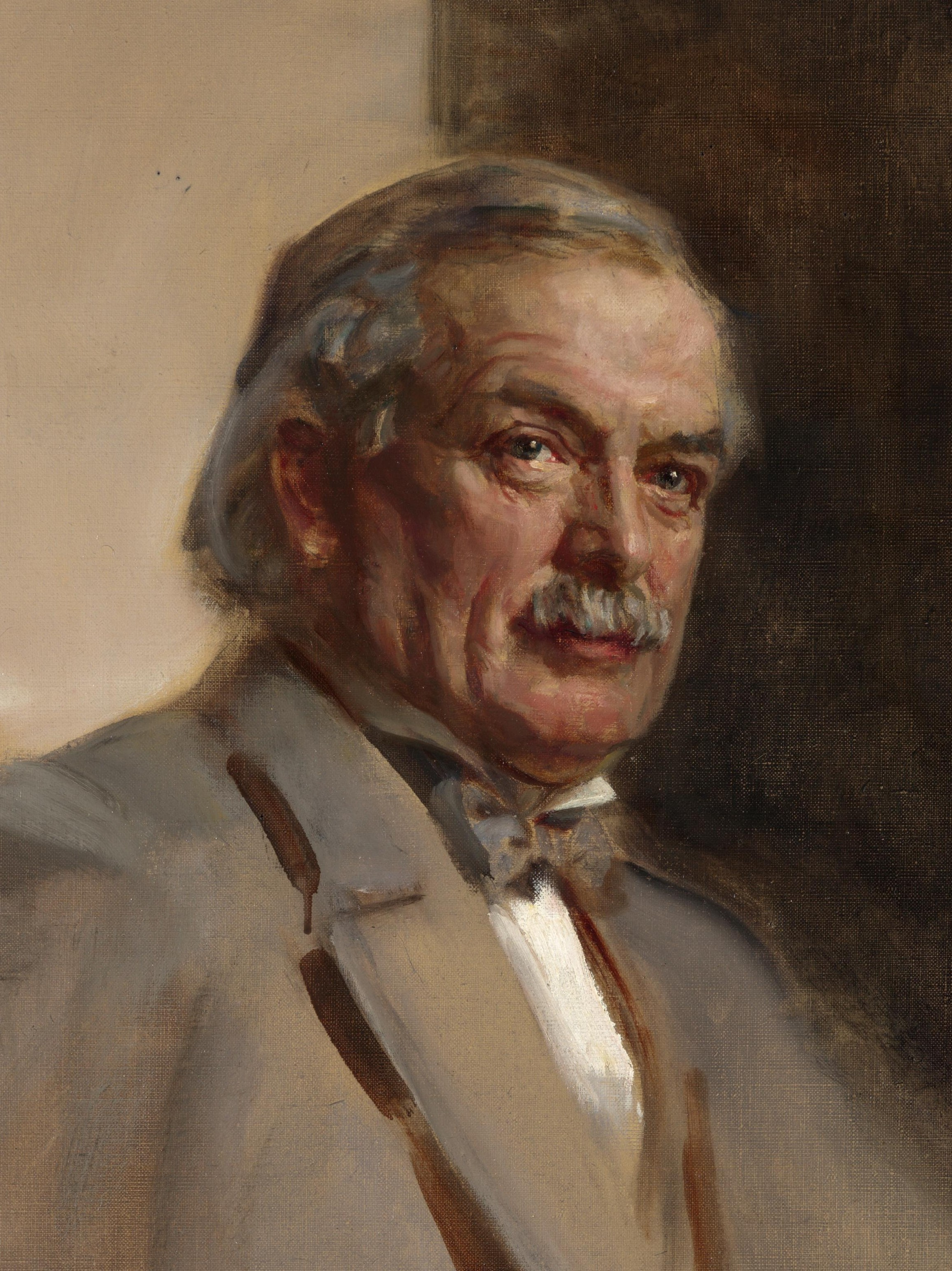
David Lloyd George um 1920. Porträtstudie von James Guthrie für Statesmen of World War I.

Lloyd Georges pazifistische Einstellung änderte sich 1911 vor dem Hintergrund der zweiten Marokkokrise. In seiner berühmten Mansion-House-Rede ließ er erstmals seine Bereitschaft durchblicken, den Krieg im Sinne einer ultima ratio als Mittel der Politik zu akzeptieren. Obwohl er in der Julikrise 1914 zu jenen Mitgliedern der britischen Regierung gehörte, die eine Verwicklung Großbritanniens in den europäischen Krieg zu verhindern suchten, erklärte er sich nach der britischen Kriegserklärung an das Deutsche Reich am 4. August 1914 als einziger Angehöriger des als „radikalpazifistisch“ bezeichneten Flügels des Kabinetts bereit, in der Regierung zu verbleiben. In deren Auftrag gründete er das War Propaganda Bureau. Bei der Bildung der Koalitionsregierung mit den Konservativen im Mai 1915 wurde er Munitions- und im Sommer 1916 Kriegsminister.
Anfang Dezember 1916 zwang er Asquith durch Rücktrittsdrohungen, sein Amt als Premier aufzugeben. Lloyd George trat selbst an die Spitze der Koalitionsregierung mit den Konservativen, während Asquiths Anhänger in die Opposition gingen. Die Liberale Partei wurde so gespalten, dass sie sich nie mehr völlig erholte. In den Folgejahren erlangte er eine fast diktatorische Stellung im Kabinett und verfolgte eine Kriegspolitik, die auf eine vollständige Niederlage des Deutschen Reiches abzielte. Lloyd George wurde zur treibenden Kraft der wirtschaftlichen Kriegsführung Großbritanniens. Dem von ihm entwickelten Wirtschaftssystem und seinen Zugeständnissen an die Arbeiterschaft war zu verdanken, dass Großbritannien wirtschaftlich nicht zusammenbrach.
Lloyd George war innerhalb der britischen Politik von Kriegsbeginn an ein sogenannter Eastener gewesen, der die Entscheidung nicht an der stärksten Stelle der Mittelmächte – der Westfront – suchte, sondern zuerst die Verbündeten des Deutschen Reiches ausschalten wollte. In der für die Entente militärisch kritischen Situation des Jahres 1917 versuchte er nun, statt der Methode des bringing Germany down by the process of knocking the props under her („Deutschland zu Fall bringen, indem man fortschreitend die Stützen unter ihm wegschlägt“), das Deutsche Reich durch einen Sonderfrieden mit Österreich-Ungarn zu schwächen.
Am 20. März 1917 bezeichnete Lloyd George die Beseitigung der reaktionären Militärregierungen und die Etablierung von durch das Volk getragenen Regierungen als Basis des internationalen Friedens als die wahren Kriegsziele Großbritanniens. Am 4. August desselben Jahres nahm das National War Aims Committee, mit Lloyd George und Asquith als Präsidenten, eine rege Propagandatätigkeit in diesem Sinne auf.
Auf der Friedenskonferenz von Versailles vertrat er eine mittlere Position zwischen seinen Verbündeten, dem US-Präsidenten Woodrow Wilson und dem französischen Ministerpräsidenten Georges Clemenceau. Er trat für eine politische Bestrafung des Deutschen Reiches ein, dem er die Hauptschuld am Kriegsausbruch anlastete, wollte das Reich aber, anders als Clemenceau, nicht territorial zerstückeln und auf Dauer wirtschaftlich schädigen. Dass es im südlichen und östlichen Grenzgebiet Ostpreußens und in Oberschlesien Volksabstimmungen über den Verbleib im Deutschen Reich gab, ging vor allem auf Lloyd Georges Initiative zurück.
Lloyd George scheiterte aber letztlich mit seiner Forderung: The new map of Europe must be so drawn as to leave no cause for disputation which would eventually drag Europe into a new war („Die neue Landkarte von Europa muss so gezeichnet werden, dass sie keinen Grund mehr lässt für Auseinandersetzungen, die Europa schließlich in einen neuen Krieg ziehen würden.“). Gegenüber dem ehemaligen Osmanischen Reich, das mit dem Deutschen Reich im Krieg verbündet war, vertrat Lloyd George eine deutlich härtere Position: Die Bedingungen des Vertrags von Sèvres waren außerordentlich restriktiv gegenüber den Türken, was laut einigen Historikern folgende Gründe habe: der Völkermord an den Armeniern und die verlustreiche Dardanellenschlacht von 1915. Im Abkommen über Konstantinopel und die Meerengen war beschlossen worden, die Türken endlich aus Europa zu verdrängen. Lloyd George äußerte, der Krieg und die Niederlage der Türken habe die Gelegenheit gebracht, dieses „Problem ein für allemal zu erledigen“. Die Alliierten hatten am 18. Dezember 1916 US-Präsident Wilson mitgeteilt, die „Völker zu befreien, die der blutigen Tyrannei der Türken unterworfen waren“. Weitere Zitate Lloyd Georges zu dem Thema waren: „Wenn die Friedensbedingungen verkündet werden, wird man sehen, zu welch harten Strafen die Türken wegen ihrer Verrücktheit, ihrer Blindheit und ihrer Morde verurteilt werden … Die Strafen werden so fürchterlich sein, dass selbst ihre ärgsten Feinde zufriedengestellt sein werden.“ „Was mit Mesopotamien geschehen wird, muss in den Sitzungen des Friedenskongresses entschieden werden, aber eines wird nie geschehen. Es wird niemals wieder der verdammten Tyrannei des Türken überlassen.“
1919 und 1920 gelang es Lloyd George, drohende Arbeiteraufstände durch Verhandlungen zu verhindern. Außenpolitisch blieb er nach Kriegsende weitgehend erfolglos. Seine Bemühungen um die Bildung eines großgriechischen Reiches zu Ungunsten der Türkei scheiterten.

### Niedergang seiner Regierung
Das drängendste innenpolitische Problem dieser Zeit war die Lösung der Irlandfrage. Als Waliser hatte er Verständnis für den Wunsch einer Mehrheit der Iren nach mehr Selbständigkeit. Mit der Schaffung des Irischen Freistaats im Jahr 1921, also mit der Gewährung der vollen Autonomie für den überwiegend katholischen Süden der Insel suchte er eine tragfähige Friedenslösung zu etablieren. Terroristische Kampagnen der IRA in London und der nordirischen Provinz sorgten jedoch für Unmut bei seinem konservativen Koalitionspartner. Der massenhafte Verkauf von Adelstiteln, um sich einen persönlichen Wahlkampffonds aufzubauen, sorgte im Juni 1922 für einen weitreichenden Skandal, als seine Praktiken im Oberhaus (House of Lords) bloßgestellt wurden. Dies, Differenzen über die Wirtschaftspolitik und der Misserfolg seiner Politik im Nahen Osten, wo er in Syrien die arabischen Nationalisten gegen die Franzosen unterstützte, führten im Oktober 1922 zum Sturz Lloyd Georges im Gefolge der Chanakkrise und zur Bildung einer konservativen Regierung unter Andrew Bonar Law.
Aufgrund ihrer Spaltung verloren die Liberalen damals sehr an Gewicht in der britischen Politik und stellten bis heute nie mehr einen Premierminister.

## Späte Jahre

Familienwappen von Lloyd-George

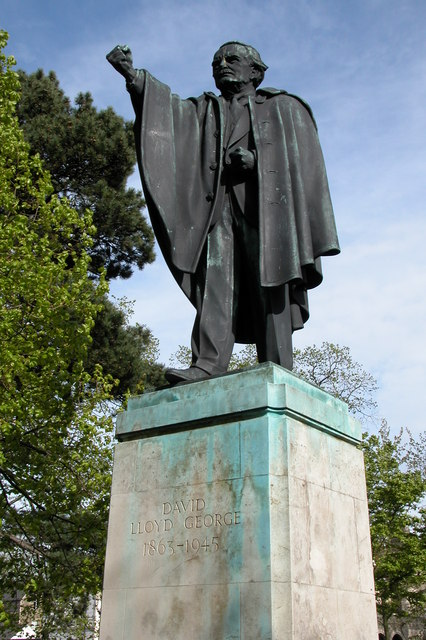
David-Lloyd-George-Denkmal in Cardiff

Lloyd George blieb Mitglied des Unterhauses. In den Folgejahren kam er immer wieder als Kandidat für Ministerämter ins Gespräch, übte aber nie wieder eine offizielle Funktion in der Exekutive aus. Von 1926 bis 1931 war er Parteivorsitzender der Liberalen.
Bei den britischen Unterhauswahlen am 30. Mai 1929 errangen die Liberals 23,6 Prozent der Stimmen bzw. (Folge des Mehrheitswahlrechts) 9,6 % (59 von 615) Sitze im Unterhaus. Sie waren damit „Zünglein an der Waage“; weder Labour (287) noch die Tories (260) hatten eine Unterhausmehrheit. Lloyd George und die Liberalen unterstützten den Labour-Premierminister Ramsay MacDonald. Dieser stürzte im Herbst 1931 in der Hochphase der Weltwirtschaftskrise.
In den 1930er-Jahren gehörte Lloyd George zu den Vertretern der Appeasement-Politik und versuchte, im Auftrag der britischen Regierung zwischen Großbritannien und NS-Deutschland zu vermitteln. So traf Lloyd George am 4. September 1936 Adolf Hitler im Berghof in Berchtesgaden, um von diesem über die außenpolitische Pläne des Deutschen Reiches Auskunft zu erhalten. Hitler überreichte Lloyd George ein signiertes Porträt und drückte seine Freude darüber aus, „den Mann getroffen zu haben, der den Krieg gewonnen hatte“. Der damals schon greisenhafte (im Alter von 73 Jahren) Lloyd George war von dieser Geste bewegt und antwortete, dass er sehr geehrt sei, solch ein Geschenk aus den Händen des „greatest living German“ („größten lebenden Deutschen“) zu erhalten. Nach seiner Rückkehr nach England schrieb er am 17. September einen Artikel für den Daily Express, in dem er Hitler in den höchsten Tönen lobte und vermerkte: „The Germans have definitely made up their minds never to quarrel with us again“ („Die Deutschen haben sich definitiv entschlossen, niemals mehr mit uns Streit zu führen.“). Die gesamte Unterredung wurde von dem damaligen „Leibübersetzer“ Paul-Otto Schmidt übersetzt.
1938 erhielt Lloyd George nach eigener Aussage ein Angebot der im Spanischen Bürgerkrieg mit der Militärpartei um General Franco in Bedrängnis geratenen republikanisch-spanischen Regierung, sich ihr als Versorgungsminister anzuschließen, was er schließlich aber ausgeschlagen habe. 1940 tat er sich in der sogenannten „Norwegendebatte“, die zum Sturz der Regierung unter Neville Chamberlain und der Bildung der Kriegsregierung Churchill führte, letztmals als Redner im Unterhaus hervor. Zeitweilig hatte er neben Churchill selbst sowie Anthony Eden und Lord Halifax als möglicher Nachfolger Chamberlains gegolten. Churchill versuchte ihn auch in sein neues Kabinett zu integrieren, scheiterte jedoch mit diesem Anliegen.
1945 wurde Lloyd George auf Vorschlag von Churchill, der seinem greisen Freund die Strapazen eines aufgrund des zu dieser Zeit absehbar werdenden Kriegsendes fällig werdenden, anstrengenden Unterhauswahlkampfes ersparen wollte, als Earl Lloyd-George of Dwyfor und Viscount Gwynedd in den erblichen Adelsstand erhoben. Lloyd George erhielt dadurch einen Sitz im House of Lords. Wenige Monate später verstarb er.
In seinem einstigen Wohnort Llanystumdwy erinnert ein Museum an David Lloyd George.

## Ehen und Nachkommen
Im Januar 1888 hatte er in erster Ehe Margaret Owen († 1941) geheiratet. Mit ihr hatte er zwei Söhne und drei Töchter:
- Richard Lloyd George, 2. Earl Lloyd-George of Dwyfor (1889–1968), ⚭ (1) 1917–1933 Roberta Ida Freeman McAlpine, ⚭ (2) 1935 Winifred Emily Peedle;
- Mair Eluned Lloyd George (1890–1907);
- Lady Olwen Elizabeth Lloyd George (1892–1990), ⚭ 1917 Sir Thomas John Carey Evans;
- Gwilym Lloyd George, 1. Viscount Tenby (1894–1967), ⚭ 1921 Edna Gwenfrom Jones;
- Lady Megan Lloyd George (1902–1966), MP.

Seit 1913 hatte er eine eheähnliche Liebesbeziehung mit seiner Sekretärin Frances Louise Stevenson (1888–1972); effektiv wird Lloyd George von seinen Biographen deshalb zuweilen als Bigamist beschrieben. Im Oktober 1943 heiratete er sie in zweiter Ehe. Aus der Beziehung ging eine uneheliche Tochter hervor:
- Jennifer Mary Stevenson (1929–2012), ⚭ 1956 Michael Desmond Longford (1928–2005).

## Lloyd George im Urteil der Nachwelt
Peter de Mendelssohn urteilte über Winston Churchill und David Lloyd George: „Die britische Politik hat die beiden fundamentalen Triebkräfte, die einen Mann unaufhaltsam auf die höchste Stelle in Staat und Gemeinschaft, auf Machtbefugnis, Autorität und Verantwortung drängen, nie deutlicher herausgestellt als in diesen beiden Männern. Lloyd George sah eine Aufgabe und erwartete von sich, daß er für die Bewältigung groß genug sein werde. Churchill sah sich selbst und erwartete von der Aufgabe, daß sie für ihn groß genug sein werde.“
In einer Umfrage der BBC unter Historikern, Politikern und politischen Kommentatoren, bei der die Abstimmenden den besten Premierminister des 20. Jahrhunderts wählen sollten, belegte Lloyd George den zweiten Rang (hinter Churchill).

## Trivia
Nach Lloyd George wurde eine Himbeersorte benannt.

## Schriften (Auswahl)
- Lloyd George: Bessere Zeiten. Übersetzung Helene Simon. Vorwort Eduard Bernstein. Eugen Diederichs, Jena 1911 (Digitalisat der englischen Ausgabe von 1910)